# Gustaf Wilhelm Heintze
Gustaf Wilhelm Heintze, född 1 juli 1825, död 19 mars 1909 i Jönköping, var en svensk tonsättare, organist och musiklärare. Han var far till Wilhelm Heintze och farfar till Gustaf Hjalmar Heintze.
Heintze avlade organistexamen vid Kungl. Musikaliska Akademiens undervisningsverk 1840 och musikdirektörsexamen 1843. Han var organist i Kristine kyrka i Jönköping 1848–1905 och musiklärare vid stadens läroverk 1851–1895. Heintze invaldes den 26 april 1906 som ledamot nr 518 av Kungliga Musikaliska Akademien. Han är begravd på Östra kyrkogården i Jönköping.

## Verklista
Alla orkesterverk och arrangemang är otryckta.

### Orkesterverk
- Allegro D-dur, 1869.
- Allegro Ess-dur.
- Allena Gud i himmelrik.
- Andante F-dur, 1868.
- Andante och Allegro D-dur, 1866.
- Andante och Allegro Ess-dur.
- Andante och Allegro vivace G-dur, 1867.
- Andantino och Marcia D-dur, 1868.
- Introduktion och Allegro C-dur, 1869.
- Två Koral.

#### Arrangemang
- Björneborgarnas marsch.
- Flyttfåglarna av Bernhard Crusell, 1860-talet.
- Finska rytteriets marsch under 30-åriga kriget
- Varning, Hopp och Bön av Erik Gustaf Geijer, 1860-talet.
- Davids psalmer av Wilhelm Theodor Söderberg.
  - Davids psalmer 100.
  - Davids psalm 117.
- Davids psalmer av Gunnar Wennerberg.
  - Davids psalm 24.
  - Davids psalm 55.
  - Davids psalm 113.
  - Davids psalm 119.
  - Davids psalm 126.
  - Davids psalm 137.
  - Davids psalm 150.

### Kammarmusik
- Introduktion och allegro för stråkar (eventuellt för stråkorkester), orgel och piano.

### Pianoverk
- Sonata capriccio. Abr. Hirsch, 1850-talet.
- Jubeldanssoaréer för år 1845, komponerade 1844.
- Carolina valser, 1848.
- Preludium, op. 13 nr 1. Stockholm: Elkan & Schildknecht, 1862.

### Orgelverk
- Examensstycke, 1867.
- Examensstycke, 1869.

### Sånger
- Sånger vid piano, Flodins förlag. 
  - 1. Flyttfågeln
  - 2. Den lilla ängeln till sin mamma
  - 3. Källan
  - 4. Fantasi
  - 5. Den enda trösten
- O Jesu Krist, Guds Lamm (Elsa Heintze), 1903.

### Körverk

#### Blandad kör
- Kantat vid invigningen av den nya läroverksbyggnaden i Jönköping, 1867.
- Pilgrimsfärden, kantat för solist, körer och orgel, 1904.
- Kors och krona kantat för solist, körer och orgel, 1905.

#### Manskör
- Sex kvartetter för mansröster, Abr. Hirsch, 1858. Fyra av sångerna är utgivna 1970 av Noteria, Klockrike. 
  - 1. Näcken
  - 2. Nattlig hälsning
  - 3. Vårsång
  - 4. Suck på en sommarafton
  - 5. Marsch för Smålands nation i Uppsala'
  - 6. Ack... flydda tid.
- Lovsång ("Högt i världen må det höras"), för barnkör och manskör.